# Conan (namn)

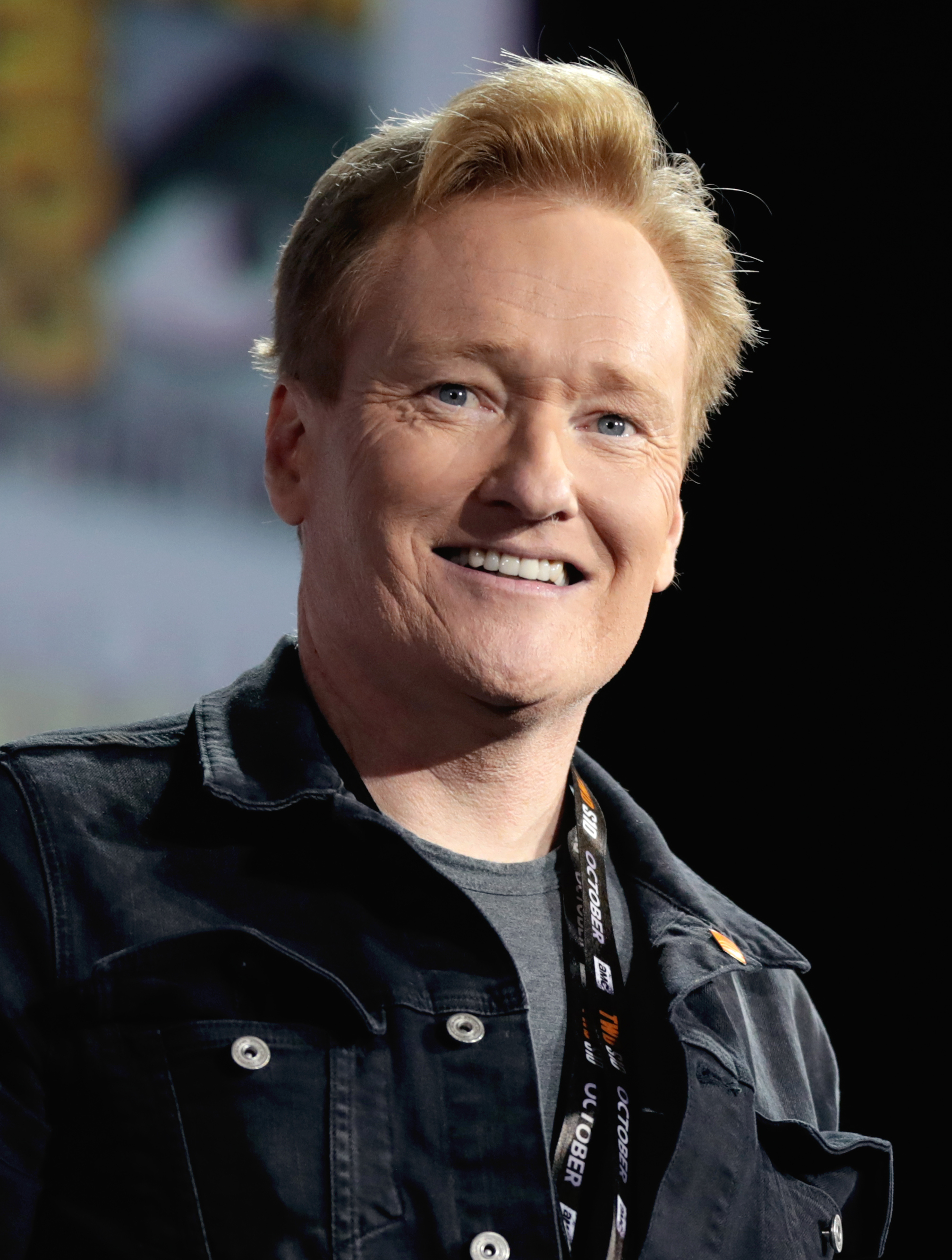
Conan O'Brien, 2019.

Conanär ett irländskt mansnamn.

## Personer med namnet Conan
- Arthur Conan Doyle (1859–1930), en skotsk läkare och författare
- Conan O'Brien (1963–), en amerikansk komiker och talkshowvärd